# Grand Prix-wegrace van Groot-Brittannië 1986
De Grand Prix-wegrace van Groot-Brittannië 1986 was de negende Grand Prix van het wereldkampioenschap wegrace-seizoen 1986. De races werden verreden op 2 en 3 augustus 1986 op het Silverstone circuit nabij Silverstone (Northamptonshire). 

## Algemeen
Net als in het seizoen 1985 was het in Silverstone op de zondag noodweer, maar dit keer niet zo erg dat er wedstrijden moesten worden onderbroken of afgelast. Voor de Britten werd het toch een beetje feest, want voor het eerst in de geschiedenis van de Britse Grand Prix won een Brit (Ian McConnachie) een soloklasse. Zo zorgde het slechte weer net als in België voor verrassende winnaars. Wayne Gardner en Dominique Sarron hadden getweeën de 8 uur van Suzuka gewonnen en wonnen nu afzonderlijk hun eigen klasse van de Britse Grand Prix. Didier de Radiguès mocht voor het eerst het 500cc-podium beklimmen en de gebroeders Markus en Urs Egloff stonden voor het eerst op het zijspanpodium. Voor het eerst sinds de 50 cc TT van 1968 reed de lichtste klasse weer een Britse Grand Prix, maar ze werd niet enthousiast ontvangen. De 80cc-klasse werd verbannen naar de zaterdagavond om voor vrijwel lege tribunes te rijden, nadat de zijspanklasse ook al op die dag had gereden. Deze verplaatsing naar de zaterdag werd door de organisatie verklaard doordat wegens een plaatselijke verordening op zondag voor de middag geen enkele motor op Silverstone mocht worden gestart. Dat hield echter geen stand, want op zondag werd naast het WK-programma nog een race voor productiemachines én een internationale zijspanrace georganiseerd. Als men hoopte dat Britse toprijders op die manier tegen de internationale vedetten konden racen kwam men bedrogen uit. De WK-rijders boycotten de internationale zijspanrace allemaal.

## 500cc-klasse

### De training
Zelfs de zware 500cc-machines hadden last van de enorme windstoten tijdens de trainingen. Dave Petersen kwam ten val en moest in het ziekenhuis zijn linkerpink laten amputeren en zijn teamgenoot Pierfrancesco Chili viel in Woodcote Corner omdat hij op de steeds nattere baan met slicks bleef doorrijden. Hij liep een hersenschudding en een schouderblessure op en zo kon Roberto Gallina nog voor de racedag zijn spullen inpakken. Wayne Gardner was de enige die onder het ronderecord kwam, op de eerste trainingsdag, want daarna werd het weer steeds slechter.

#### Trainingstijden
| Pos | Coureur            | Merk                        | Tijd    |
| --- | ------------------ | --------------------------- | ------- |
| 1.  | Wayne Gardner      | Rothmans-HRC-Honda          | 1"28'16 |
| 2.  | Randy Mamola       | Lucky Strike-Roberts-Yamaha | 1"28'69 |
| 3.  | Eddie Lawson       | Marlboro-Agostini-Yamaha    | 1"29'00 |
| 4.  | Christian Sarron   | Gauloises-Sonauto-Yamaha    | 1"29'15 |
| 5.  | Mike Baldwin       | Lucky Strike-Roberts-Yamaha | 1"29'37 |
| 6.  | Rob McElnea        | Marlboro-Agostini-Yamaha    | 1"29'43 |
| 7.  | Raymond Roche      | Rothmans-Katayama-HRC-Honda | 1"30'52 |
| 8.  | Roger Burnett      | Rothmans-Honda-UK           | 1"30'74 |
| 9.  | Didier de Radiguès | Rollstar-Chevallier-Honda   | 1"30'80 |
| 10. | Paul Lewis         | Skoal Bandit-Heron-Suzuki   | 1"31'00 |

### De race
Voor de race stelde Christian Sarron alles in het werk om niet van start te gaan vanwege het barre weer, maar dat was in 1985 ook goed gegaan en daarom kreeg hij nul op rekest. Manfred Fischer had vanaf de derde startrij een bliksemstart, maar Paul Lewis viel hard bij Maggotts en de organisatie, die leergeld had betaald met de dodelijke ongevallen van Norman Brown en Peter Huber in 1983, vlagde de race onmiddellijk af. Voor de herstart vroeg Randy Mamola of hij aangeduwd mocht worden, want hij had bij de eerste start al veel pijn gekregen. Tijdens de training was hij gevallen en had daarbij een breukje in zijn schouder opgelopen. Zijn collega's hadden geen bezwaar, maar de wedstrijdleiding wel. Zo was het niet verwonderlijk dat Mamola - evenals Sarron - bij de start slecht weg kwam. Fischer startte opnieuw als snelste, maar hij werd meteen opgeslokt door de snellere rijders en reed een anonieme race. Dat deed Wayne Gardner niet. Na de eerste ronde had hij al twee seconden voorsprong en hij won de race onbedreigd. Achter hem moest Eddie Lawson het hoofd buigen voor Didier de Radiguès, die had gehoopt op regen zodat het gebrek aan vermogen van zijn Honda RS 500 R-motor geen grote rol zou spelen. Lawson ging halverwege de race steeds langzamer, waardoor ook teamgenoot Rob McElnea aan zijn achterwiel kwam. Die ging hem echter niet voorbij en Lawson's machine kreeg weer meer snelheid, waardoor hij tot het achterwiel van De Radiguès wist te komen. Hij wilde echter geen risico's nemen en nam genoegen met de derde plaats. Sarron en Mamola werkten zich intussen door het hele veld naar voren, waarbij Sarron ten val kwam. Mamola kwam tot de vijfde plaats, voor Raymond Roche, die nog steeds moeite had met zijn nieuwe Honda NSR 500.

#### Uitslag 500cc-klasse
| Pos | Coureur             | Merk                        | Tijd      | Grid | Punten |
| --- | ------------------- | --------------------------- | --------- | ---- | ------ |
| 1   | Wayne Gardner       | Rothmans-HRC-Honda          | 51"24'03  | 1    | 15     |
| 2   | Didier de Radiguès  | Rollstar-Chevallier-Honda   | 51"33'39  | 9    | 12     |
| 3   | Eddie Lawson        | Marlboro-Agostini-Yamaha    | 51"34'66  | 3    | 10     |
| 4   | Rob McElnea         | Marlboro-Agostini-Yamaha    | 51"46'38  | 6    | 8      |
| 5   | Randy Mamola        | Lucky Strike-Roberts-Yamaha | 52"11'59  | 2    | 6      |
| 6   | Raymond Roche       | Rothmans-Katayama-HRC-Honda | 52"30'36  | 7    | 5      |
| 7   | Niall Mackenzie     | Skoal Bandit-Heron-Suzuki   | 53"04'28  | 14   | 4      |
| 8   | Kenny Irons         | Suzuki                      | 53"05'14  | 19   | 3      |
| 9   | Ron Haslam          | ELF-Honda                   | 53"08'27  | 13   | 2      |
| 10  | Wolfgang von Muralt | Frankonia-Suzuki            | 53"13'34  | 21   | 1      |
| 11  | Roger Burnett       | Rothmans-Honda-UK           | +1 ronde  | 8    |        |
| 12  | Boet van Dulmen     | Bakker-PDM-Honda            | +1 ronde  | 18   |        |
| 13  | Ray Swann           | Suzuki                      | +1 ronde  | 35   |        |
| 14  | Maarten Duyzers     | Suzuki                      | +1 ronde  | 32   |        |
| 15  | Henk van der Mark   | PDM-Honda                   | +2 ronden | 27   |        |
| 16  | Steve Williams      | Suzuki                      | +2 ronden | 34   |        |
| 17  | David Griffith      | Suzuki                      | +2 ronden | 38   |        |
| 18  | Mike Baldwin        | Lucky Strike-Roberts-Yamaha | +2 ronden | 5    |        |
| 19  | Manfred Fischer     | Hein Gericke-Honda          | +2 ronden | 25   |        |
| 20  | Barry Woodland      | Suzuki                      | +3 ronden | 37   |        |
| 21  | Steve Manley        | Suzuki                      | +3 ronden | 33   |        |
| 22  | Alan Jeffery        | Suzuki                      | +3 ronden | 30   |        |
| 23  | Helmut Schütz       | Honda                       | +5 ronden | 40   |        |

#### Niet gefinisht
| Coureur            | Merk                     | Oorzaak | Grid |
| ------------------ | ------------------------ | ------- | ---- |
| Gary Lingham       | Suzuki                   |         | 31   |
| Christopher Bürki  | Honda                    |         | 39   |
| Dennis Ireland     | Suzuki                   |         | 29   |
| Christian Le Liard | ELF-Honda                |         | 23   |
| Hennie Boerman     | Suzuki                   |         | 36   |
| Juan Garriga       | Cagiva                   |         | 16   |
| Simon Buckmaster   | Duckhams Oil-Honda       |         | 20   |
| Mile Pajic         | SNRT-Honda               |         | 24   |
| Fabio Biliotti     | Honda                    |         | 22   |
| Christian Sarron   | Gauloises-Sonauto-Yamaha | Val     | 4    |
| Trever Nation      | Suzuki                   |         | 26   |
| Marco Gentile      | Écurie-Fior-Honda        |         | 28   |
| Shungi Yatsushiro  | Moriwaki-HRC-Honda       |         | 11   |
| Roger Marshall     | Honda                    |         | 12   |
| Lars Johansson     | Suzuki                   |         | 41   |

#### Niet gestart
| Coureur             | Merk                      | Oorzaak  | Grid |
| ------------------- | ------------------------- | -------- | ---- |
| Pierfrancesco Chili | HB-Gallina-Suzuki         | Blessure | 17   |
| Dave Petersen       | HB-Gallina-Suzuki         | Blessure | 15   |
| Paul Lewis          | Skoal Bandit-Heron-Suzuki | Val      | 10   |

### Top tien tussenstand 500cc-klasse
| Pos | Coureur             | Merk                                                  | Ptn |
| --- | ------------------- | ----------------------------------------------------- | --- |
| 1   | Eddie Lawson        | Marlboro-Agostini-Yamaha                              | 109 |
| 2   | Wayne Gardner       | Rothmans-HRC-Honda                                    | 93  |
| 3   | Randy Mamola        | Lucky Strike-Roberts-Yamaha                           | 92  |
| 4   | Mike Baldwin        | Lucky Strike-Roberts-Yamaha                           | 60  |
| 5   | Christian Sarron    | Gauloises-Sonauto-Yamaha                              | 53  |
| 6   | Rob McElnea         | Marlboro-Agostini-Yamaha                              | 52  |
| 7   | Didier de Radiguès  | Rollstar-Chevallier-Honda                             | 33  |
| 8   | Raymond Roche       | Rothmans-Katayama-Honda / Rothmans-Katayama-HRC-Honda | 23  |
| 9   | Ron Haslam          | ELF-Honda                                             | 14  |
| 10  | Pierfrancesco Chili | HB-Gallina-Suzuki                                     | 11  |

## 250cc-klasse

### De training

#### Trainingstijden
| Pos | Coureur              | Merk                     | Tijd    |
| --- | -------------------- | ------------------------ | ------- |
| 1.  | Carlos Lavado        | HB-Venemotos-Yamaha      | 1"31'50 |
| 2.  | Martin Wimmer        | Marlboro-Agostini-Yamaha | 1"32'34 |
| 3.  | Sito Pons            | Campsa-HRC-Honda         | 1"33'07 |
| 4.  | Pierre Bolle         | ELF-Parisienne           | 1"33'17 |
| 5.  | Jean-François Baldé  | Rothmans Katayama-Honda  | 1"33'22 |
| 6.  | Harald Eckl          | Honda                    | 1"34'26 |
| 7.  | Maurizio Vitali      | Garelli                  | 1"34'31 |
| 8.  | Jean-Louis Tournadre | Yamaha                   | 1"34'31 |
| 9.  | Dominique Sarron     | Rothmans-Honda           | 1"34'42 |
| 10. | Jean-Michel Mattioli | Yamaha                   | 1"34'62 |

### De race
Op zondag moest de 250cc-klasse als eerste de regen en de kou trotseren. Op de natte baan startten Pierre Bolle en Jacques Cornu als snelsten, maar in Maggotts ging Bolle onderuit en Sito Pons moest ver door het gras om diens glijdende machine te ontwijken. Cornu leidde na een ronde, maar werd al gevolgd door Dominique Sarron. Cornu begon al snel terug te vallen, maar Alan Carter zette de aanval in op Sarron. Even later vormde zich een kopgroep van drie man, met Sarron, Carter en Carlos Lavado. Sarron en Carter waren in gevecht, terwijl Lavado wijselijk volgde, want hij kon best met tien punten tevreden zijn. De BBC-commentatoren Murray Walker en Barry Sheene spraken toen al hun hoop uit dat Carter zijn domme actie uit 1985 niet zou herhalen. Toen viel hij terwijl hij aan de leiding van de 250cc-race reed met twaalf seconden voorsprong. Met het passeren van de achterblijvers wisselden de posities enkele malen en Carter viel zelfs ver terug, maar hij wist zich weer naar voren te vechten. Lavado haakte af en koos voor de derde plaats terwijl Sarron zich ook losmaakte van Carter. Met het ingaan van de laatste ronde had Carter 1½ seconde achterstand op Sarron, een verschil dat hij nooit meer kon goedmaken, maar ook een flinke voorsprong op Lavado. Sito Pons had zich intussen weer opgewerkt naar de vierde plaats. Carter had dus alle reden om die laatste ronde op safe te rijden, maar dat deed hij niet. In de laatste ronde hoorde men Murray Walker roepen: "He's done it again!". Carters JJ Cobas lag bij Stowe Corner in de strobalen, waardoor Lavado alsnog tweede werd voor Sito Pons.

#### Uitslag 250cc-klasse
| Pos | Coureur                | Merk                        | Tijd      | Grid | Punten |
| --- | ---------------------- | --------------------------- | --------- | ---- | ------ |
| 1   | Dominique Sarron       | Rothmans-Honda              | 44"41'76  | 9    | 15     |
| 2   | Carlos Lavado          | HB-Venemotos-Yamaha         | 44"57'21  | 1    | 12     |
| 3   | Sito Pons              | Campsa-HRC-Honda            | 45"02'87  | 3    | 10     |
| 4   | Reinhold Roth          | HB-Römer-Honda              | 45"04'40  | 18   | 8      |
| 5   | Carlos Cardús          | Campsa-Honda                | 45"12'51  | 23   | 6      |
| 6   | Virginio Ferrari       | Total-Katayama-HRC-Honda    | 45"15'28  | 39   | 5      |
| 7   | Jean-Michel Mattioli   | Yamaha                      | 45"35'82  | 10   | 4      |
| 8   | Stéphane Mertens       | Johnson-Yamaha              | 45"47'28  | 16   | 3      |
| 9   | Martin Wimmer          | Marlboro-Agostini-Yamaha    | 45"57'12  | 2    | 2      |
| 10  | Niall Mackenzie        | Silverstone-Armstrong-Rotax | 46"18'74  | 22   | 1      |
| 11  | Carl Fogarty           | Yamaha                      | +1 ronde  | 31   |        |
| 12  | Maurizio Vitali        | Garelli                     | +1 ronde  | 7    |        |
| 13  | Osamu Hiwatashi        | Moriwaki-Honda              | +1 ronde  | 29   |        |
| 14  | Jean Foray             | Chevallier-Yamaha           | +1 ronde  | 26   |        |
| 15  | Donnie McLeod          | Silverstone-Armstrong-Rotax | +1 ronde  | 30   |        |
| 16  | Herbert Besendörfer    | Yamaha                      | +1 ronde  | 36   |        |
| 17  | Gary Cowan             | Yamaha                      | +1 ronde  | 25   |        |
| 18  | Harald Eckl            | Honda                       | +2 ronden | 6    |        |
| 19  | René Delaby            | Rotax                       | +2 ronden | 40   |        |
| 20  | Jean-Louis Guignabodet | MIG-Rotax                   | +2 ronden | 21   |        |
| 21  | Steve Chambers         | Yamaha                      | +3 ronden | 37   |        |
| 22  | Rob Orme               | Yamaha                      | +3 ronden | 35   |        |

#### Niet gefinisht
| Coureur              | Merk                     | Oorzaak               | Grid |
| -------------------- | ------------------------ | --------------------- | ---- |
| Pierre Bolle         | ELF-Parisienne           | Val                   | 4    |
| Jean-François Baldé  | Rothmans Katayama-Honda  | Val                   | 5    |
| Jean-Louis Tournadre | Yamaha                   |                       | 8    |
| Gary Noël            | EMC-Rotax                |                       | 11   |
| Jacques Cornu        | ELF-Parisienne-Honda     | Val                   | 12   |
| Siegfried Minich     | Honda                    |                       | 13   |
| Tadahiko Taira       | Marlboro-Agostini-Yamaha |                       | 14   |
| Stefano Caracchi     | Aprilia-Rotax            |                       | 15   |
| Toni Mang            | Rothmans-HRC-Honda       | Val                   | 17   |
| Loris Reggiani       | Aprilia-Rotax            |                       | 19   |
| Roland Freymond      | Yamaha                   |                       | 20   |
| Christian Boudinot   | JJ Cobas-Rotax           | Val                   | 24   |
| Alan Carter          | JJ Cobas-Rotax           | Val                   | 27   |
| Fausto Ricci         | HRC-Honda                |                       | 28   |
| Mar Schouten         | Honda                    | Water in carburateurs | 32   |
| Nigel Bosworth       | Yamaha                   |                       | 34   |
| Peter Hubbard        | Rotax                    |                       | 38   |
| Bruno Bonhuil        | Honda                    |                       | 33   |

#### Niet gestart
| Coureur      | Merk  | Oorzaak  |
| ------------ | ----- | -------- |
| Hans Lindner | Rotax | Blessure |

#### Niet deelgenomen
| Coureur        | Merk             | Oorzaak  |
| -------------- | ---------------- | -------- |
| Manfred Herweh | HB-Aprilia-Rotax | Blessure |

### Top tien tussenstand 250cc-klasse
| Pos | Coureur             | Merk                        | Ptn |
| --- | ------------------- | --------------------------- | --- |
| 1   | Carlos Lavado       | HB-Venemotos-Yamaha         | 99  |
| 2   | Sito Pons           | Campsa-HRC-Honda            | 84  |
| 3   | Toni Mang           | Rothmans-HRC-Honda          | 57  |
| 4   | Dominique Sarron    | Rothmans-Honda              | 56  |
| 5   | Jean-François Baldé | Rothmans-Katayama-Honda     | 53  |
| 6   | Martin Wimmer       | Marlboro-Agostini-Yamaha    | 51  |
| 7   | Jacques Cornu       | ELF-Parisienne-Honda        | 28  |
| 8   | Donnie McLeod       | Silverstone-Armstrong-Rotax | 27  |
| 9   | Fausto Ricci        | HRC-Honda                   | 24  |
| 10  | Pierre Bolle        | ELF-Parisienne              | 19  |

## 125cc-klasse

### De training
De poleposition van Bruno Kneubühler was voor iedereen een verrassing, maar Kneubühler verklaarde dat de snelle bochten "wel bij een oude man pasten". Achter hem eindigde zoals verwacht een Garelli, in dit geval van Luca Cadalora, maar Fausto Gresini werd met zijn Garelli slechts vijfde omdat ook August Auinger en Ezio Gianola sneller waren. 

#### Trainingstijden
| Pos | Coureur            | Merk           | Tijd    |
| --- | ------------------ | -------------- | ------- |
| 1.  | Bruno Kneubühler   | LCR-MBA        | 1"37'69 |
| 2.  | Luca Cadalora      | FMI-Garelli    | 1"38'34 |
| 3.  | August Auinger     | Bartol-LCR-MBA | 1"38'43 |
| 4.  | Ezio Gianola       | MBA            | 1"38'97 |
| 5.  | Fausto Gresini     | FMI-Garelli    | 1"39'32 |
| 6.  | Thierry Feuz       | MBA            | 1"39'54 |
| 7.  | Domenico Brigaglia | Ducados-MBA    | 1"40'12 |
| 8.  | Olivier Liégeois   | Assmex-MBA     | 1"40'65 |
| 9.  | Ángel Nieto        | Ducados-MBA    | 1"41'11 |
| 10. | Johnny Wickström   | MBA            | 1"41'20 |

### De race
Bruno Kneubühler's poleposition werd al waardeloos toen hij zijn start verknoeide door op de machine te blijven zitten en deze aan te steppen. Hij stond naast de witte zijlijn en zijn linkervoet gleed op die lijn weg. Hij verloor daarmee een aantal plaatsen, maar de hele race ging verloren toen hij aan het einde van de openingsronde in Woodcote van de baan schoof. Toen reed Luca Cadalora nog op kop voor August Auinger, maar Auinger begon meteen weg te lopen en bouwde een voorsprong van 15 seconden op. De strijd ging dus om de tweede plaats, waar Cadalora lang alleen reed, maar geleidelijk kwamen Johnny Wickström en Jussi Hautaniemi dichterbij. Wickström passeerde Cadalora zelfs, terwijl Hautaniemi achter diens achterwiel bleef hangen, maar geleidelijk begonnen de machines van de beide Finnen vermogen te verliezen en vanuit het achterveld kwam Domenico Brigaglia dichterbij. Cadalora kreeg intussen het signaal dat concurrent en teamgenoot Fausto Gresini was uitgevallen en koos er daarom voor wat rustiger aan te doen. Brigaglia nam de tweede plaats over en wist Auinger tot zeven seconden te naderen, maar Auinger kreeg dat bericht via de pitborden door en bouwde zijn voorsprong weer tot tien seconden uit. Daarmee was de race beslist. Auinger nam in de laatste ronde geen risico meer en Brigaglia werd op negen seconden tweede, gevolgd door Cadalora die tien punten scoorde en in het wereldkampioenschap nu twaalf punten voorsprong kreeg.

#### Uitslag 125cc-klasse
| Pos | Coureur            | Merk           | Tijd      | Grid | Punten |
| --- | ------------------ | -------------- | --------- | ---- | ------ |
| 1   | August Auinger     | Bartol-LCR-MBA | 38"54'57  | 3    | 15     |
| 2   | Domenico Brigaglia | Ducados-MBA    | 39"03'55  | 7    | 12     |
| 3   | Luca Cadalora      | FMI-Garelli    | 39"06'28  | 2    | 10     |
| 4   | Johnny Wickström   | MBA            | 39"14'74  | 10   | 8      |
| 5   | Lucio Pietroniro   | Johnson-MBA    | 39"25'48  | 16   | 6      |
| 6   | Willy Pérez        | MBA            | 39"25'67  | 26   | 5      |
| 7   | Jussi Hautaniemi   | MBA            | 39"32'26  | 18   | 4      |
| 8   | Olivier Liégeois   | Assmex-MBA     | 39"44'33  | 8    | 3      |
| 9   | Ezio Gianola       | MBA            | 39"46'21  | 4    | 2      |
| 10  | Pier Paolo Bianchi | MBA            | 39"46'69  | 17   | 1      |
| 11  | Håkan Olsson       | MBA            | 40"14'05  | 21   |        |
| 12  | Alfred Waibel      | MBA            | 40"30'97  | 15   |        |
| 13  | Jacques Hutteau    | MBA            | 40"54'50  | 11   |        |
| 14  | Wilhelm Lücke      | MBA            | +1 ronde  | 25   |        |
| 15  | Jean-Claude Selini | MBA            | +1 ronde  | 24   |        |
| 16  | Mick McGarrity     | MBA            | +1 ronde  | 36   |        |
| 17  | Ton Spek           | MBA            | +1 ronde  | 33   |        |
| 18  | Fernando Gonzales  | MBA            | +1 ronde  | 35   |        |
| 19  | Brian Reid         | MBA            | +2 ronden | 38   |        |
| 20  | Boy van Erp        | MBA            | +2 ronden | 27   |        |

#### Niet gefinisht
| Coureur            | Merk        | Oorzaak         | Grid |
| ------------------ | ----------- | --------------- | ---- |
| Bruno Kneubühler   | LCR-MBA     | Val             | 1    |
| Fausto Gresini     | FMI-Garelli | Defecte voorrem | 5    |
| Thierry Feuz       | MBA         | Val             | 6    |
| Ángel Nieto        | Ducados-MBA |                 | 9    |
| Paolo Casoli       | MBA         | Val             | 12   |
| James Whitham      | MBA         |                 | 13   |
| Anton Straver      | MBA         |                 | 14   |
| Robin Milton       | MBA         |                 | 19   |
| Andres Sánchez     | MBA         |                 | 20   |
| David Lowe         | MBA         |                 | 23   |
| Ivan Troisi        | MBA         |                 | 26   |
| Jan Eggens         | LCR-EGA     |                 | 28   |
| Esa Kytölä         | MBA         | Val             | 29   |
| Eric Gijsel        | MBA         |                 | 30   |
| Dirk Hafeneger     | MBA         |                 | 31   |
| Thierry Maurer     | MBA         |                 | 32   |
| Patrick Daudier    | PMDF        |                 | 34   |
| Giuseppe Ascareggi | MBA         |                 | 37   |
| Bady Hassaine      | MBA         |                 | 39   |
| Shaun Simpson      | MBA         |                 | 40   |

### Top tien tussenstand 125cc-klasse
| Pos | Coureur            | Merk           | Ptn |
| --- | ------------------ | -------------- | --- |
| 1   | Luca Cadalora      | FMI-Garelli    | 86  |
| 2   | Fausto Gresini     | FMI-Garelli    | 74  |
| 3   | Domenico Brigaglia | Ducados-MBA    | 59  |
| 4   | Ezio Gianola       | MBA            | 42  |
| 5   | August Auinger     | Bartol-LCR-MBA | 35  |
| 6   | Bruno Kneubühler   | LCR-MBA        | 32  |
| 7   | Lucio Pietroniro   | Johnson-MBA    | 31  |
| 8   | Pier Paolo Bianchi | MBA            | 27  |
| 9   | Willy Pérez        | MBA            | 26  |
| 9   | Johnny Wickström   | MBA            | 26  |

## 80cc-klasse

### De training
Hans Spaan was een van de weinigen die in de laatste training, toen het al hard waaide, hun tijd nog wisten te verbeteren. Daarmee was ook duidelijk dat het snelheidsverschil van de HuVo-Casal met de concurrentie veel kleiner was geworden. 

#### Trainingstijden
| Pos | Coureur           | Merk                  | Tijd    |
| --- | ----------------- | --------------------- | ------- |
| 1.  | Stefan Dörflinger | Krauser               | 1"43'14 |
| 2.  | Jorge Martínez    | Ducados-Derbi         | 1"43'80 |
| 3.  | Hans Spaan        | Hertog Jan-HuVo-Casal | 1"44'59 |
| 4.  | Ian McConnachie   | Krauser               | 1"44'88 |
| 5.  | Ángel Nieto       | Ducados-Derbi         | 1"45'71 |
| 6.  | Gerhard Waibel    | Real-Krauser          | 1"46'24 |
| 7.  | Luis Miguel Reyes | Autisa                | 1"46'45 |
| 8.  | Manuel Herreros   | Ducados-Derbi         | 1"46'63 |
| 9.  | Gerd Kafka        | Krauser               | 1"47'23 |
| 10. | Wilco Zeelenberg  | Casal                 | 1"47'30 |

### De race
Het was aanvankelijk maar de vraag of de 80cc-machientjes überhaupt konden rijden, want ze hadden erg veel last van de harde windstoten op zaterdag. Aan het eind van de middag reden Jorge Martínez, Stefan Dörflinger, Hans Spaan, Luis Miguel Reyes en Alex Barros enkele testrondjes en zaterdagavond om half zeven startte de 80cc-race voor vrijwel lege tribunes. Wel onder protest van Dörflinger, die zich moest neerleggen bij de mening van de meerderheid. Hans Spaan had de beste start, maar na een ronde werd hij al opgejaagd door Ian McConnachie, die weer werd gevolgd door Manuel Herreros, Jorge Martínez, Alex Barros, Stefan Dörflinger en Wilco Zeelenberg. Uiteindelijk ontstonden er twee gevechten aan de kop van het veld: een tussen de stalgenoten McConnachie en Dörflinger en het gevecht om de derde plaats tussen Spaan, Martínez en Herreros. Krauser had geen stalorders uitgevaardigd en daarom belette niets McConnachie om de overwinning naar zich toe te trekken, slechts 0,3 seconde voor Dörflinger. Martínez werd derde voor Herreros en Spaan. 

#### Uitslag 80cc-klasse
| Pos | Coureur            | Merk                  | Tijd     | Grid | Punten |
| --- | ------------------ | --------------------- | -------- | ---- | ------ |
| 1   | Ian McConnachie    | Krauser               | 26"20'70 | 4    | 15     |
| 2   | Stefan Dörflinger  | Krauser               | 26"21'09 | 1    | 12     |
| 3   | Jorge Martínez     | Ducados-Derbi         | 26"41'01 | 2    | 10     |
| 4   | Manuel Herreros    | Ducados-Derbi         | 26"41'17 | 8    | 8      |
| 5   | Hans Spaan         | Hertog Jan-HuVo-Casal | 26"41'59 | 3    | 6      |
| 6   | Gerhard Waibel     | Real-Krauser          | 27"15'21 | 6    | 5      |
| 7   | Gerd Kafka         | Krauser               | 27"17'36 | 9    | 4      |
| 8   | Alex Barros        | Autisa                | 27"25'36 | 11   | 3      |
| 9   | Wilco Zeelenberg   | Casal                 | 27"35'34 | 10   | 2      |
| 10  | Domingo Gil Blanco | Autisa                | 27"35'49 | 19   | 1      |
| 11  | Rainer Kunz        | Ziegler               | 27"42'95 | 18   |        |
| 12  | Reiner Scheidhauer | Seel-MBA              | 27"47'42 | 13   |        |
| 13  | Herri Torrontegui  | Autisa                | 27"47'60 | 21   |        |
| 14  | Chris Baert        | Seel-MBA              | +1 ronde | 17   |        |
| 15  | Günter Schirnhofer | Krauser               | +1 ronde | 23   |        |
| 16  | Jos van Dongen     | Krauser               | +1 ronde | 20   |        |
| 17  | James Whitham      | Krauser               | +1 ronde | 31   |        |
| 18  | Stefan Brägger     | Krauser               | +1 ronde | 28   |        |
| 19  | Felix Rodríguez    | Autisa                | +1 ronde | 15   |        |
| 20  | Thomas Engl        | Krauser               | +1 ronde | 30   |        |
| 21  | Aad Wijsman        | Harmsen               | +1 ronde | 29   |        |
| 22  | Steve Lawton       | Eberhardt             | +1 ronde | 34   |        |
| 23  | Dennis Batchelor   | Krauser               | +1 ronde | 35   |        |
| 24  | Richard Bay        | Maico                 | +1 ronde | 26   |        |
| 25  | Stephen Dale       | Casal                 | +1 ronde | 36   |        |

#### Niet gefinisht
| Coureur           | Merk                  | Oorzaak   | Grid |
| ----------------- | --------------------- | --------- | ---- |
| René Dünki        | Krauser               |           | 27   |
| Bertus Grinwis    | Krauser               |           | 32   |
| Luis Miguel Reyes | Autisa                |           | 7    |
| Kees Besseling    | CJB                   |           | 24   |
| Henk van Kessel   | Krauser               |           | 12   |
| Juan Ramón Bolart | Autisa                |           | 22   |
| Stuart Edwards    | HuVo-Casal            |           | 37   |
| Steve Mason       | HuVo-Casal            |           | 33   |
| Theo Timmer       | Hertog Jan-HuVo-Casal | Vastloper | 16   |
| Reiner Koster     | Kroko                 |           | 25   |
| Ángel Nieto       | Ducados-Derbi         | Val       | 5    |
| Josef Fischer     | Krauser               | Val       | 14   |

#### Niet deelgenomen
| Coureur            | Merk     | Oorzaak    |
| ------------------ | -------- | ---------- |
| Pier Paolo Bianchi | Seel-MBA | teambeleid |
| Reiner Scheidauer  | Seel-MBA | teambeleid |

### Top tien tussenstand 80cc-klasse
| Pos | Coureur            | Merk                  | Ptn |
| --- | ------------------ | --------------------- | --- |
| 1   | Jorge Martínez     | Ducados-Derbi         | 82  |
| 2   | Manuel Herreros    | Ducados-Derbi         | 67  |
| 3   | Stefan Dörflinger  | Krauser               | 65  |
| 4   | Ian McConnachie    | Krauser               | 46  |
| 5   | Ángel Nieto        | Ducados-Derbi         | 39  |
| 5   | Hans Spaan         | Hertog Jan-HuVo-Casal | 39  |
| 7   | Gerhard Waibel     | Real-Krauser          | 34  |
| 8   | Pier Paolo Bianchi | Seel-MBA              | 29  |
| 9   | Josef Fischer      | Krauser               | 13  |
| 10  | Gerd Kafka         | Krauser               | 9   |

## Zijspanklasse

### De training
Aanvankelijk lukte het Rolf Biland niet een snelle ronde te rijden, omdat zijn Krauser steeds bleef vastlopen. Uiteindelijk bracht Egbert Streuer uitkomst door hem te adviseren een drukventiel in de brandstoftoevoer te plaatsen. Biland reed vervolgens de snelste ronde en stond op poleposition voor Streuer, Steve Webster en kampioenschapsleider Alain Michel. 

#### Trainingstijden
| Pos | Coureur         | Bakkenist          | Merk               | Tijd    |
| --- | --------------- | ------------------ | ------------------ | ------- |
| 1.  | Rolf Biland     | Kurt Waltisperg    | LCR-Krauser        | 1"30'35 |
| 2.  | Egbert Streuer  | Bernard Schnieders | LCR-Yamaha         | 1"31'00 |
| 3.  | Steve Webster   | Tony Hewitt        | LCR-Yamaha         | 1"31'89 |
| 4.  | Alain Michel    | Jean-Marc Fresc    | Krauser-LCR-Yamaha | 1"31'98 |
| 5.  | Markus Egloff   | Urs Egloff         | LCR-Seel           | 1"32'28 |
| 6.  | Alfred Zurbrügg | Martin Zurbrügg    | LCR-Yamaha         | 1"33'33 |
| 7.  | Derek Bayley    | Brian Nixon        | LCR-Ricardo Z      | 1"34'06 |
| 8.  | Masato Kumano   | Helmut Diehl       | LCR-Yamaha         | 1"34'31 |
| 9.  | Derek Jones     | Brian Ayres        | LCR-Yamaha         | 1"34'59 |
| 10. | Steve Abbott    | Shaun Smith        | Windle-Yamaha      | 1"34'62 |

### De race
De zijspanrace op Silverstone stond op zaterdagmiddag na de 80cc-race gepland, maar omdat de lichte machientjes te veel last hadden van de enorme rukwinden werd besloten de zijspanklasse eerst te laten rijden. Steve Webster was de enige zijspanrijder die zelf hielp bij de duwstart en dat betaalde zich uit in de snelste start, terwijl de combinatie van Egbert Streuer en Bernard Schnieders even stilviel. Webster werd bijna een hele ronde achtervolgd door Rolf Biland, maar toen stak bakkenist Kurt Waltisperg zijn arm in de lucht ten teken dat de Krausermotor opnieuw was stukgegaan. Streuer/Schnieders werkten zich naar voren en passeerden Webster/Hewitt. Webster bleef achter Streuer hangen waarop die besloot de Brit dan maar op kop te laten rijden. Drie ronden voor het einde nam Streuer definitief de leiding en hij won met ruim een seconde voorsprong. Webster nam door zijn tweede plaats (en het uitvallen van Alain Michel/Jean-Marc Fresc) de leiding in het wereldkampioenschap, maar hij had slechts één punt voorsprong op Streuer.

#### Uitslag zijspanklasse
| Pos | Coureur          | Bakkenist          | Merk               | Tijd     | Grid | Punten |
| --- | ---------------- | ------------------ | ------------------ | -------- | ---- | ------ |
| 1   | Egbert Streuer   | Bernard Schnieders | LCR-Yamaha         | 31"14'83 | 2    | 15     |
| 2   | Steve Webster    | Tony Hewitt        | LCR-Yamaha         | 31"16'05 | 3    | 12     |
| 3   | Markus Egloff    | Urs Egloff         | LCR-Seel           | 31"39'15 | 5    | 10     |
| 4   | Alfred Zurbrügg  | Martin Zurbrügg    | LCR-Yamaha         | 31"40'65 | 6    | 8      |
| 5   | Masato Kumano    | Helmut Diehl       | LCR-Yamaha         | 31"51'15 | 8    | 6      |
| 6   | Derek Jones      | Brian Ayres        | LCR-Yamaha         | 31"59'83 | 9    | 5      |
| 7   | Frank Wrathall   | Kerry Chapman      | LCR-Yamaha         | 32"00'17 |      | 4      |
| 8   | Graham Gleeson   | Iain Colquhoun     | LCR-Yamaha         | 32"16'36 |      | 3      |
| 9   | René Progin      | Yvan Hunziker      | Seymaz-Yamaha      | 32"27'44 |      | 2      |
| 10  | Mick Barton      | Gordon Rose        | LCR-Yamaha         | 32"31'41 |      | 1      |
| 11  | Rolf Steinhausen | Bruno Hiller       | Camel-Busch-Yamaha |          |      |        |
| 12  | Dennis Bingham   | Julia Bingham      | LCR-Yamaha         |          |      |        |
| 13  | Bernd Scherer    | Wolfgang Gess      | BSR-Yamaha         |          |      |        |
| 14  | Wolfgang Stropek | Hans-Peter Demling | LCR-Yamaha         |          |      |        |
| 15  | Lowry Burton     | Pat Cushnahan      | Ironside-Yamaha    |          |      |        |
| 16  | Werner Kraus     | Oliver Schuster    | Busch-Yamaha       |          |      |        |
| 17  | Clive Stirrat    | Onbekend           | Onbekend           |          |      |        |
| 18  | Thomas           | Onbekend           | Onbekend           |          |      |        |
| 19  | Evans            | Onbekend           | Onbekend           |          |      |        |
| 20  | Dave Hallam      | John Gibbard       | Yamaha             |          |      |        |

#### Niet gefinisht
| Coureur         | Bakkenist       | Merk               | Oorzaak         | Grid |
| --------------- | --------------- | ------------------ | --------------- | ---- |
| Rolf Biland     | Kurt Waltisperg | LCR-Krauser        | Vastloper       | 1    |
| Mick Boddice    | Don Williams    | LCR-Yamaha         |                 |      |
| Alain Michel    | Jean-Marc Fresc | Krauser-LCR-Yamaha | Gebroken zuiger | 4    |
| Derek Bayley    | Brian Nixon     | LCR-Ricardo Z      |                 | 7    |
| Steve Abbott    | Shaun Smith     | Windle-Yamaha      |                 | 10   |
| Theo van Kempen | Geral de Haas   | LCR-Yamaha         | Vastloper       | 15   |

### Top tien tussenstand zijspanklasse
| Pos | Coureur          | Bakkenist                      | Merk                              | Ptn. |
| --- | ---------------- | ------------------------------ | --------------------------------- | ---- |
| 1   | Steve Webster    | Tony Hewitt                    | LCR-Yamaha                        | 61   |
| 2   | Egbert Streuer   | Bernard Schnieders             | LCR-Yamaha                        | 60   |
| 3   | Alain Michel     | Jean-Marc Fresc                | Krauser-LCR-Yamaha                | 54   |
| 4   | Markus Egloff    | Urs Egloff                     | LCR-Seel                          | 37   |
| 5   | Steve Abbott     | Shaun Smith en Vince Biggs     | Windle-Yamaha                     | 30   |
| 5   | Alfred Zurbrügg  | Martin Zurbrügg en Adolf Hänni | LCR-Yamaha                        | 30   |
| 7   | Masato Kumano    | Helmut Diehl                   | LCR-Yamaha                        | 27   |
| 8   | Derek Jones      | Brian Ayres                    | LCR-Yamaha                        | 21   |
| 9   | Rolf Biland      | Kurt Waltisperg                | LCR-Krauser                       | 20   |
| 10  | Rolf Steinhausen | Bruno Hiller                   | Busch-Yamaha / Camel-Busch-Yamaha | 10   |

## Trivia

### Suzuki-perikelen
De semi-fabrieksteams van Suzuki, het Italiaanse Gallina en het Britse Heron, wachtten al jaren op een nieuwe V-vier, waar men intussen in Japan al mee aan het testen was. Het eerste bericht was dat de machine op 8 augustus geleverd zou worden, maar nu, een week van tevoren, ontstond er verwarring. Gary Taylor van Heron meldde dat er dit seizoen geen nieuwe 500cc-Suzuki geleverd zou worden, maar Roberto Gallina dacht dat de machine in elk geval in Misano getoond zou kunnen worden. Zo leek het erop dat Gallina de nieuwe machine het eerst zou krijgen, maar er waren twee feiten die die theorie weer de grond in boorden: Suzuki had Heron gevraagd het speciale en zelf ontwikkelde honingraatframe naar Japan te sturen en Heron-sponsor Skoal Bandit meldde dat men in het seizoen 1987 weer twee coureurs zou gaan sponsoren. Dat konden alleen Heron-Suzuki-coureurs zijn, waaruit kon worden afgeleid dat de U.S. Smokeless Tobacco Company meer wist dan Gallina. In 1987 zou er van alle Suzuki-plannen overigens helemaal niets terechtkomen.

### Moriwaki
Mamoru Moriwaki had heel goede contacten met Honda en de race-afdeling HRC. Zo had zijn coureur Shungi Yatsushiro de Honda NSR 500-viercilinderracers van Freddie Spencer gekregen toen bleek dat diens peesschedeontsteking hem voorlopig zou uitschakelen. Yatsushiro had in Japan al veel testwerk met de NSR 500 gedaan, maar moest enkele weken rust nemen om te genezen van blessures. De NSR-machines gingen vervolgens naar Raymond Roche, maar in Silverstone kwam Yatsushiro terug met een NSR 500 in de Moriwaki-kleuren. Daarnaast verscheen Osamu Hiwatashi met een geheel nieuwe 250cc-racer met een door Moriwaki ontwikkeld frame en een Honda NSR 250 R-fabrieksblok. Zo'n blok was niet voor iedereen weggelegd en de meest voor de hand liggende verklaring was dat dit frame eigenlijk ontwikkeld was voor de Honda 250cc-turboracer die men wilde ontwikkelen voor de 500cc-klasse.

### Familiefeest
Ian McConnachie bedankte na zijn overwinning in de 80cc-race als eerste zijn vader. Die had de racecarrière van zijn zoon mogelijk gemaakt door twee hypotheken op zijn huis te nemen. 
1977 · 1978 · 1979 · 1980 · 1981 · 1982 · 1983 · 1984 · 1985 · 1986 · 1987 · 1988 · 1989 · 1990 · 1991 · 1992 · 1993 · 1994 · 1995 · 1996 · 1997 · 1998 · 1999 · 2000 · 2001 · 2002 · 2003 · 2004 · 2005 · 2006 · 2007 · 2008 · 2009 · 2010 · 2011 · 2012 · 2013 · 2014 · 2015 · 2016 · 2017 · 2018 · 2019 · 2021 · 2022 · 2023 · 2024 · 2025